# Сага (Костанайская область)
Сага (каз. Саға) — село в Джангельдинском районе Костанайской области Казахстана. Административный центр Кызбельского аульного округа. Расположено на реке Сарыозен. Код КАТО — 394259100.
В 1940 году в селе родился Сабит Байзаков — академик Национальной академии наук Казахстана.

## Население
В 1999 году население села составляло 1399 человек (693 мужчины и 706 женщин). По данным переписи 2009 года, в селе проживало 505 человек (259 мужчин и 246 женщин).